# George W. Morgan

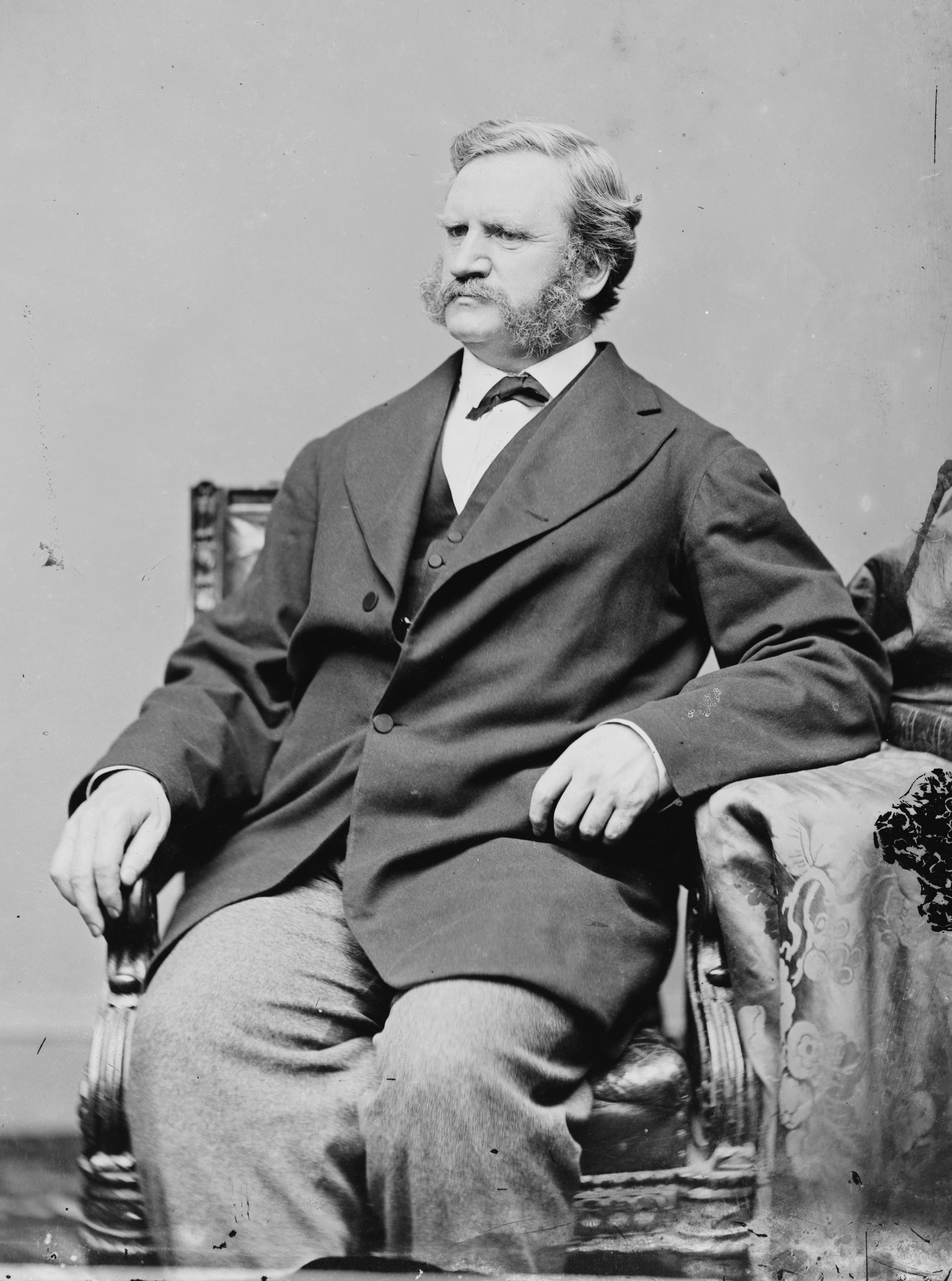
George W. Morgan

George Washington Morgan (* 20. September 1820 in Washington, Pennsylvania; † 26. Juli 1893 in Fort Monroe, Virginia) war ein US-amerikanischer Politiker. Zwischen 1867 und 1873 vertrat er zweimal den Bundesstaat Ohio im US-Repräsentantenhaus.

## Werdegang
George Morgan besuchte bis 1836 das Washington College, das heutige Washington & Jefferson College in Pennsylvania. Trotz seiner Jugend nahm er im Jahr 1836 am Unabhängigkeitskrieg von Texas teil. Danach gehörte er bis 1839 zu den Texas Rangers. Anschließend kehrte er nach Pennsylvania zurück. Zwischen 1841 und 1843 war er an der United States Military Academy in West Point eingeschrieben. Allerdings machte er dort wegen schlechter Noten keinen Abschluss. Nach einem Jurastudium und seiner Zulassung als Rechtsanwalt begann er ab 1845 in Mount Vernon (Ohio) in diesem Beruf zu arbeiten. Er wurde auch für einige Zeit Staatsanwalt im Knox County. Außerdem nahm er in verschiedenen Einheiten am Mexikanisch-Amerikanischen Krieg teil und brachte es dabei trotz seines Scheiterns in West Point zum Oberst und Brevet-Brigadegeneral. Zwischenzeitlich wurde er bei den Kämpfen verwundet.
Nach dem Krieg setzte George Morgan seine Anwaltstätigkeit in Ohio fort. Politisch wurde er Mitglied der Demokratischen Partei. Im Jahr 1855 wurde er amerikanischer Konsul in Marseille (Frankreich); von 1858 bis 1861 war er als Nachfolger von John L. O’Sullivan US-Gesandter in Portugal. Zwischen 1861 und 1863 diente er als Brigadegeneral in verschiedenen Einheiten des Heers der Union im Bürgerkrieg. Am 8. Juni 1863 musste er aus gesundheitlichen Gründen den Militärdienst quittieren. Er war ein loyaler Anhänger der Union. Dabei verurteilte er aber die Abschaffung der Sklaverei in den Südstaaten. Im Jahr 1865 kandidierte er erfolglos für das Amt des Gouverneurs von Ohio.
Bei den Kongresswahlen des Jahres 1866 wurde Morgan im 13. Wahlbezirk von Ohio in das US-Repräsentantenhaus in Washington, D.C. gewählt, wo er am 4. März 1867 die Nachfolge von Columbus Delano antrat, den er bei der Wahl geschlagen hatte. Er wurde Mitglied im Auswärtigen Ausschuss. Beim Amtsenthebungsverfahren gegen Präsident Andrew Johnson stimmte Morgan zu Gunsten des Präsidenten. Er war ein ausgesprochener Gegner der Reconstruction-Politik des radikalen Flügels der Republikanischen Partei. Sein Gegenkandidat von 1866, Columbus Delano, hatte gegen den damaligen Wahlausgang Widerspruch eingelegt. Als diesem stattgegeben wurde, musste Morgan am 3. Juni 1868 sein Mandat an Delano abgeben. Bei den Wahlen des Jahres 1868 schaffte er den Wiedereinzug in den Kongress, wo er am 4. März 1869 Delano wieder ablöste. Nach einer Wiederwahl konnte er bis zum 3. März 1873 zwei volle Legislaturperioden im US-Repräsentantenhaus absolvieren. Dabei war er erneut Mitglied im Auswärtigen Ausschuss. Außerdem gehörte er dem Militärausschuss und dem Rekonstruktionsausschuss an. Er bewarb sich erfolglos um das Amt des Speaker.
1872 wurde Morgan nicht mehr in den Kongress gewählt. Vier Jahre später nahm er als Delegierter an der Democratic National Convention in St. Louis teil, auf der Samuel J. Tilden als Präsidentschaftskandidat nominiert wurde. Er starb am 26. Juli 1893 in Fort Monroe und wurde in Mount Vernon beigesetzt.